# 평해여자중학교
평해여자중학교(平海女子中學校)는 경상북도 울진군 평해읍 평해리에 있었던 공립 중학교이다.

## 학교 연혁
- 1972년 12월 26일 : 평해여자중학교 설립인가 (6학급)
- 1973년 3월 26일 : 개교식 거행
- 1975년 11월 14일 : 평해여자고등학교 설립인가 (6학급)
- 2018년 2월 9일 : 졸업식(중학교 제43회)
- 2018년 3월 1일 : 제22대 김진규 교장 취임
- 2019년 2월 28일 : 폐교 및 평해중학교와 통합[1], 46년만에 폐업

## 참고 자료
- 평해여자중학교 - 한국교육학술정보원 학교알리미